# Jonathan Miles (Schriftsteller, 1971)
Jonathan Miles (geboren 28. Januar 1971 in Cleveland) ist ein US-amerikanischer Journalist und Schriftsteller.

## Leben
Jonathan Miles zog als Kind mit seiner Familie nach Phoenix (Arizona). Als Jugendlicher ging er nach Oxford (Mississippi), wo er eine Zeitlang an der University of Mississippi studierte. Bei Barry Hannah besuchte er einen Kurs in Kreativem Schreiben. Er machte Jazz-Musik und arbeitete als Zeitungsreporter. Der Schriftsteller Larry Brown nahm ihn dann unter seine Fittiche. Miles schrieb Beiträge für das Literaturmagazin Oxford American. 2001 zog er weiter nach New York, wo er für verschiedene Zeitungen und Magazine schrieb. Von 2006 bis 2010 hatte er die Kolumne „Shaken and Stirred“ in der New York Times. 2006 nahm er als Fahrer an der Dakar Rally teil und 2012 als Helfer.
Den Durchbruch als Schriftsteller hatte er im Jahr 2008 mit dem Buch Dear American Airlines, das The New York Times Book Review unter den wichtigsten 100 Büchern des Jahres 2008 auflistete.

## Werke (Auswahl)
- Dear American Airlines. Boston: Houghton Mifflin Harcourt, 2008
  - Dear American Airlines : Roman. Übersetzung Axel Merz. Bergisch Gladbach : Lübbe, 2009
- The wild chef. New York: Field and Stream, 2013 (Kochbuch)
- Want Not. Boston: Houghton Mifflin Harcourt, 2013
- Anatomy of a Miracle. London: Hogarth, 2018